# Онофрейчук Віталій Георгійович
Віта́лій Гео́ргійович Онофрейчу́к (22 квітня 1981 — 17 листопада 2018) — сержант Збройних сил України, учасник російсько-української війни.

## Життєпис
Народився 1981 року у селі Волока (Глибоцький район, Чернівецька область). З 2001 по 2006 рік проходив службу у складі елітної військової бригади. В 2001—2002 роках брав участь у миротворчій місії в Косові.
30 січня 2017 року вступив на військову службу за контрактом; сержант, командир 2-го відділення 2-го взводу 1-ї гірсько-штурмової роти 109-го батальйону 10-ї бригади. 27 серпня 2018-го підписав черговий контракт.
17 листопада 2018 року загинув після опівночі на бойовому посту внаслідок прямого влучання міни у бліндаж під час обстрілу поблизу смт Новотошківське. Тіло не привозили до Чернівців тривалий час у зв'язку з тим, що воно сильно обгоріло під час обстрілу, проводилася ДНК-експертиза.
4 січня 2019-го похований на Алеї Слави центрального кладовища Чернівців.
Без Віталія лишились батьки.

## Нагороди та вшанування
- указом Президента України № 149/2019 від 18 квітня 2019 року «за особисту мужність і самовіддані дії, виявлені у захисті державного суверенітету та територіальної цілісності України, зразкового виконання військового обов'язку» — нагороджений орденом «За мужність» III ступеня (посмертно)[4]